# Zafeiris Volikakis
Zafeiris Volikakis (em grego:  Ζαφειρης Βολικακης; Vólos, 20 de junho de 1989) é um ciclista grego. Ele competiu nos Jogos Olímpicos de Verão de 2012, em Londres, na prova de velocidade.